# Lancia Delta
Lancia Delta – samochód osobowy klasy kompaktowej produkowany przez włoską markę Lancia w latach 1979–1999.

## Pierwsza generacja

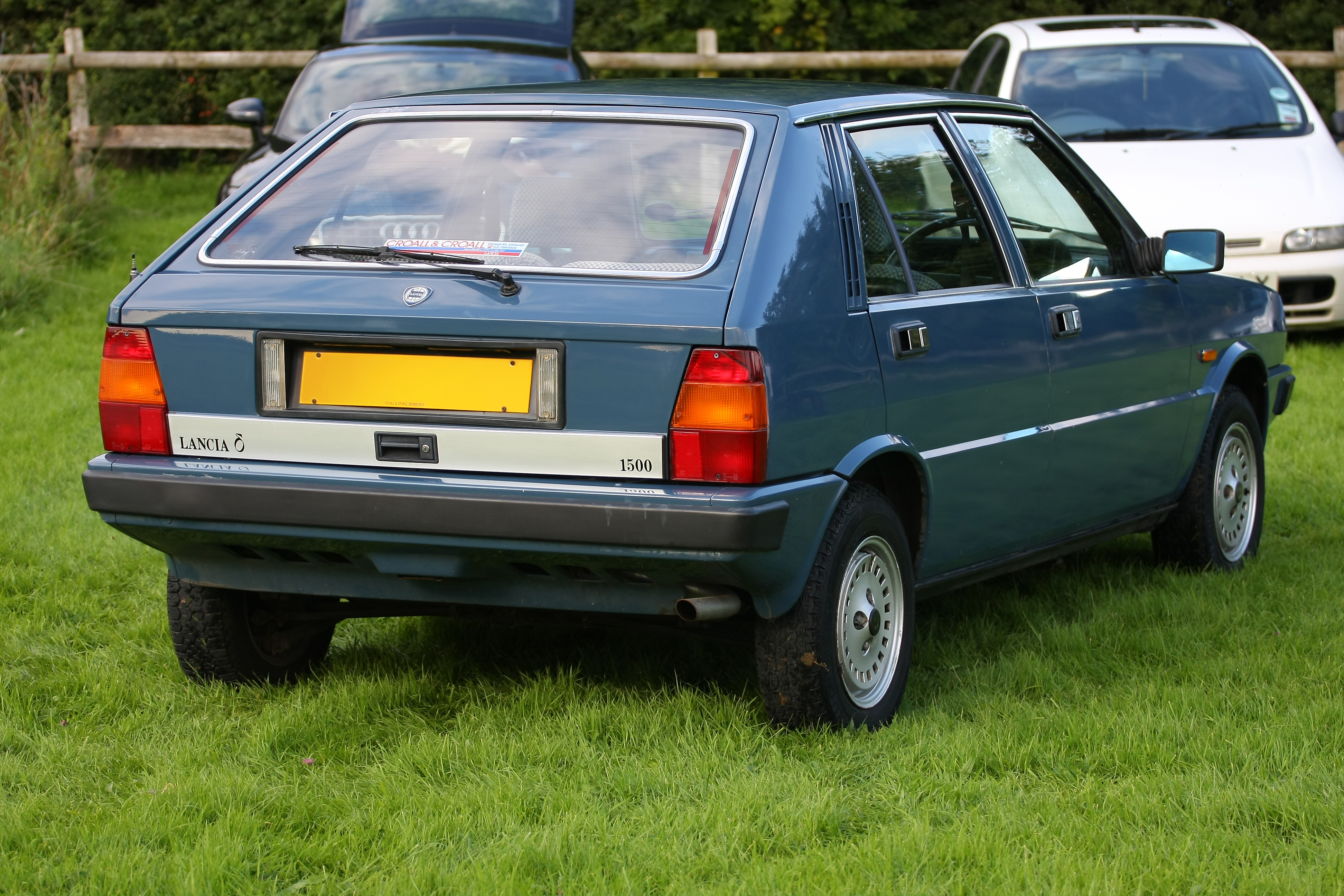
Lancia Delta I - tył

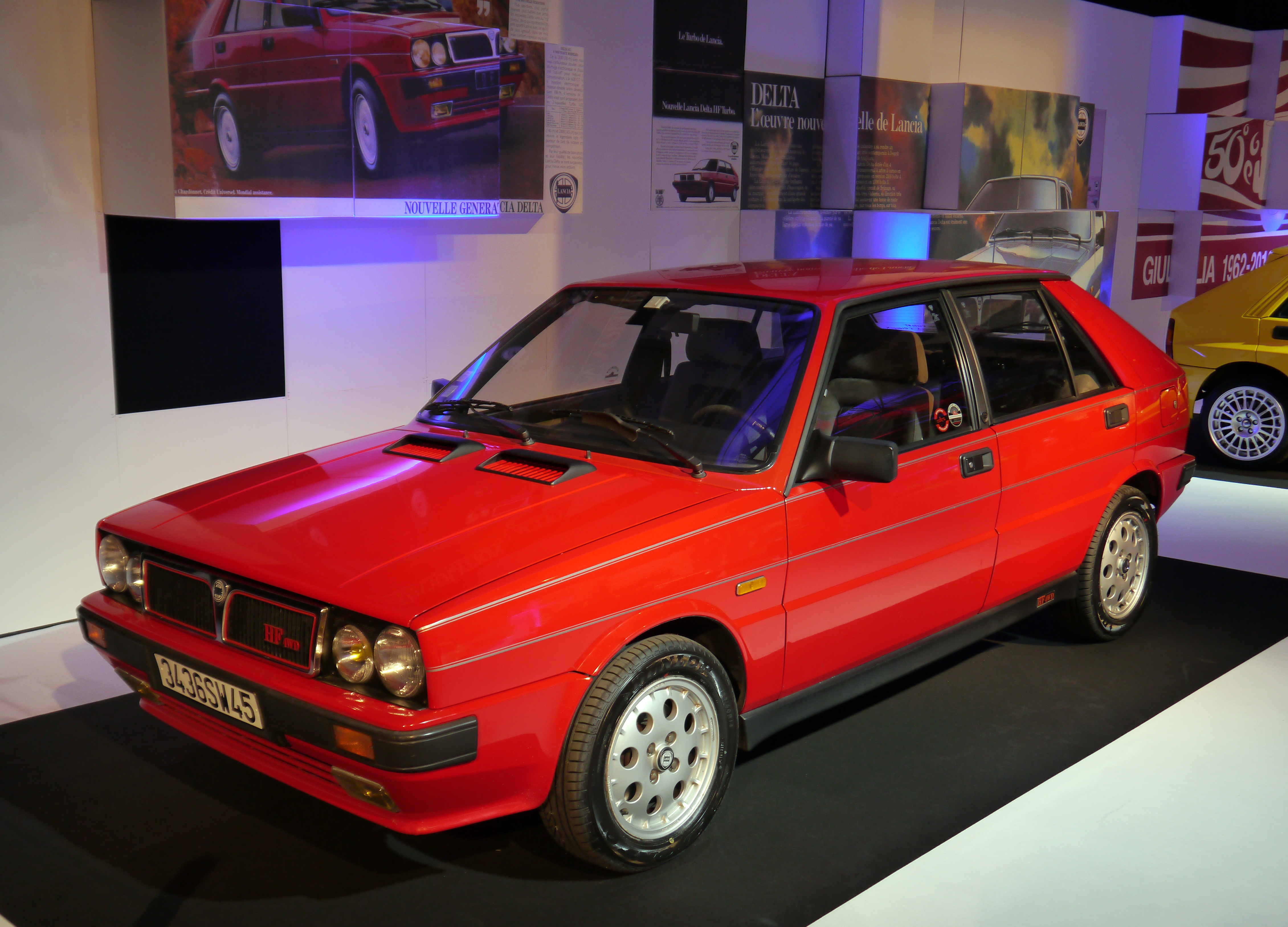
Lancia Delta HF Turbo

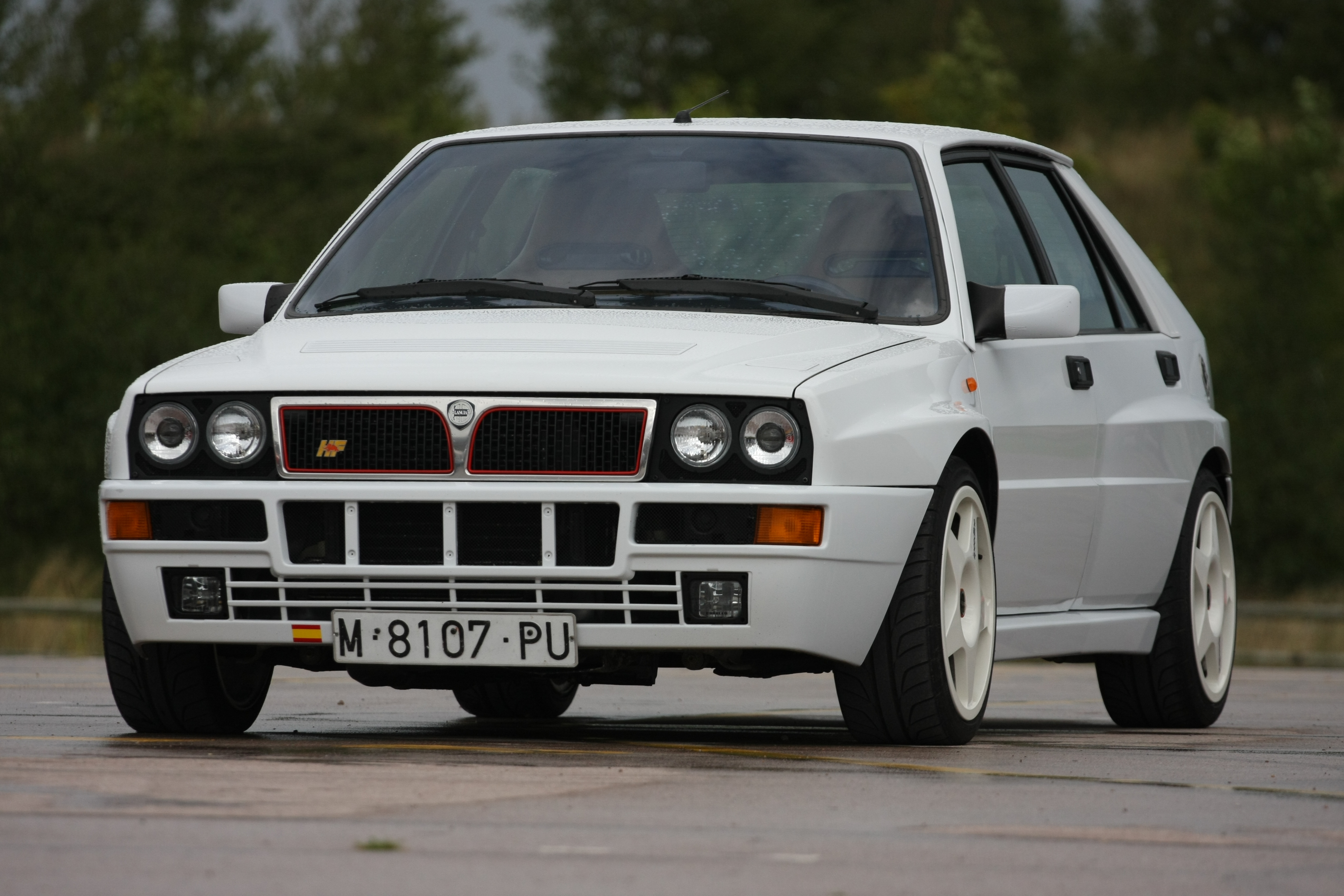
Lancia Delta Integrale Evoluzione

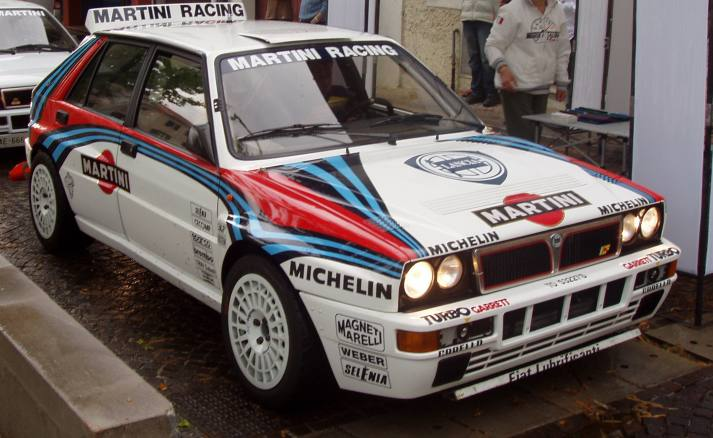
Lancia Delta HF Integrale 16v Evoluzione gr.A

Lancia Delta I została po raz pierwszy zaprezentowana w 1979 roku podczas targów motoryzacyjnych we Frankfurcie.
Pojazd został zaprojektowany przez studio stylistyczne Italdesign, które nadzorował Giorgetto Giugiaro. Początkowo auto oferowane było z dwiema benzynowymi jednostkami napędowymi (1.3 i 1.5) pochodzącymi z Fiata Ritmo. W 1982 roku zaprezentowano usportowioną wersję pojazdu - GT, która produkowana była z 1.6 l silnikiem benzynowym o mocy 105 KM, która po kilku latach zwiększyła moc do 108 KM, a w wersji z katalizatorem wynosiła 90 KM. W 1983 roku do produkcji wprowadzono wersję sedan pojazdu, która produkowana była pod nazwą Lancia Prisma. W 1984 roku zaprezentowana została doładowana wersja pojazdu - Delta HF Turbo. Pojazd z silnikiem o pojemności 1.6 l oraz turbosprężarką Garrett AiResearch zyskał moc 130 KM. W 1985 roku moc silnika zwiększono do 140 KM.
W 1986 roku Lancia postanowiła wystawić model Delta do Rajdowych Mistrzostw Świata w grupie A. W związku z tym zaprezentowano drogową wersję pojazdu wyposażoną w napęd na cztery koła. Z przodu zamontowano otwarty mechanizm różnicowy, w środku zastosowano centralny mechanizm różnicowy z wiskotycznym sprzęgłem Fergusona, a z tyłu producent zainstalował mechanizm różnicowy TorSen. Auto wyposażono w turbodoładowany silnik pochodzący z modelu Thema o pojemności 2 l i mocy 165 KM.
Rok później, w 1987 zaprezentowano ulepszoną wersją modelu z napędem na cztery koła - Delta Integrale. Auto otrzymało ten sam silnik co wersja 4x4, ale wzmocniony do 185 KM. W 1989 roku zaprezentowano ulepszoną wersję Integrale - 16V z odnowionym silnikiem wyposażonym w 16-zaworową głowicę o mocy 200 KM. W 1991 roku zaprezentowano wersję Integrale Evoluzione w której dokonano szeregu zmian mechanicznych oraz rozszerzono wyposażenie pojazdu. Do listy standardowego wyposażenia pojazdu dodano system ABS, zyskał też katalizator dzięki któremu podniesiono moc silnika do 210 KM. W 1993 roku zaprezentowano wersję Integrale Evoluzione II. W stosunku do wersji Evoluzione z 1991 roku auto otrzymało wielopunktowy wtrysk paliwa firmy Magneti Marelli, nową sprężarkę Garrett oraz trójfunkcyjny katalizator. Moc silnika wzrosła do 215 KM.
W latach 1980–1982 auto oferowane było także jako Saab 600. W stosunku do modelu Delta, auto wyróżniało się m.in. logiem
W plebiscycie Europejski Samochód Roku 1980 pojazd zajął pierwsze miejsce.

### Wersje wyposażeniowe
- HF Turbo
- GT
- Integrale
- Integrale 16V
- Integrale Evoluzione
- Integrale Evoluzione II
- HF Turbo Integrale Martini - wersja limitowana powstała w liczbie 400 egzemplarzy
- HF Integrale Evoluzione Martini 6 - wersja limitowana powstała w liczbie 310 egzemplarzy
- S4 Stradale - wersja limitowana z silnikiem o mocy 250 KM, który w sportowej wersji osiągnął moc 480 - 650 KM

### Wersje rajdowe
Rajdowe odmiany Lancii Delta były jednymi z bardziej udanych samochodów występujących w rajdach samochodowych. Kierowcy jeżdżący kolejnymi odmianami pojazdów wygrali w sumie 49 eliminacji Rajdowych Mistrzostw Świata (w sezonach 1985–1992), co pozwoliło Lancii sześć razy z rzędu otrzymać mistrzostwo świata w kategorii producentów (1987–1992), a indywidualnym kierowcom zdobyć czterokrotnie tytuły mistrzowskie. W kolejnych sezonach konstrukcja pojazdu przechodziła modyfikacje, zmieniano również nazwy:
| Nazwa                                              | Rok wprowadzenia | Liczba zwycięstw w eliminacjach RSMŚ | Moc [KM] | Uwagi                                               |
| Delta S4                                           | 1985             | 4                                    | 410-550  | samochód B-grupowy                                  |
| Delta HF 4WD                                       | 1987             | 11                                   | 240-260  | samochód A-grupowy                                  |
| Delta HF Integrale                                 | 1988             | 14                                   | 280-295  | samochód A-grupowy                                  |
| Delta HF Integrale 16V                             | 1989             | 12                                   | 300-330  | samochód A-grupowy                                  |
| Delta HF Integrale EVO (albo Super Delta, Deltona) | 1991             | 8                                    | 330-365  | samochód A-grupowy Oficjalne starty na RSMŚ od 1992 |

## Druga generacja

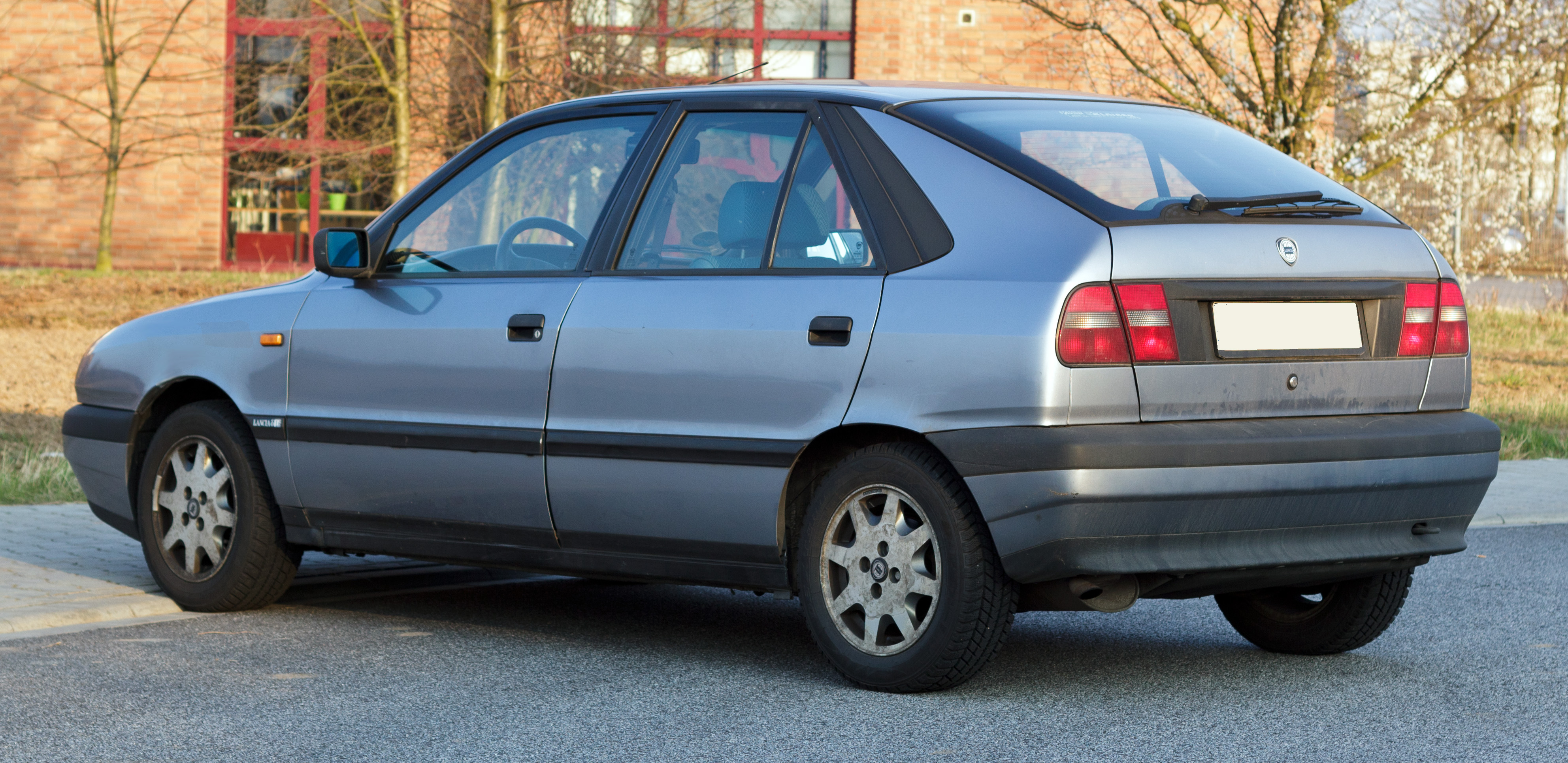
Lancia Delta II - tył

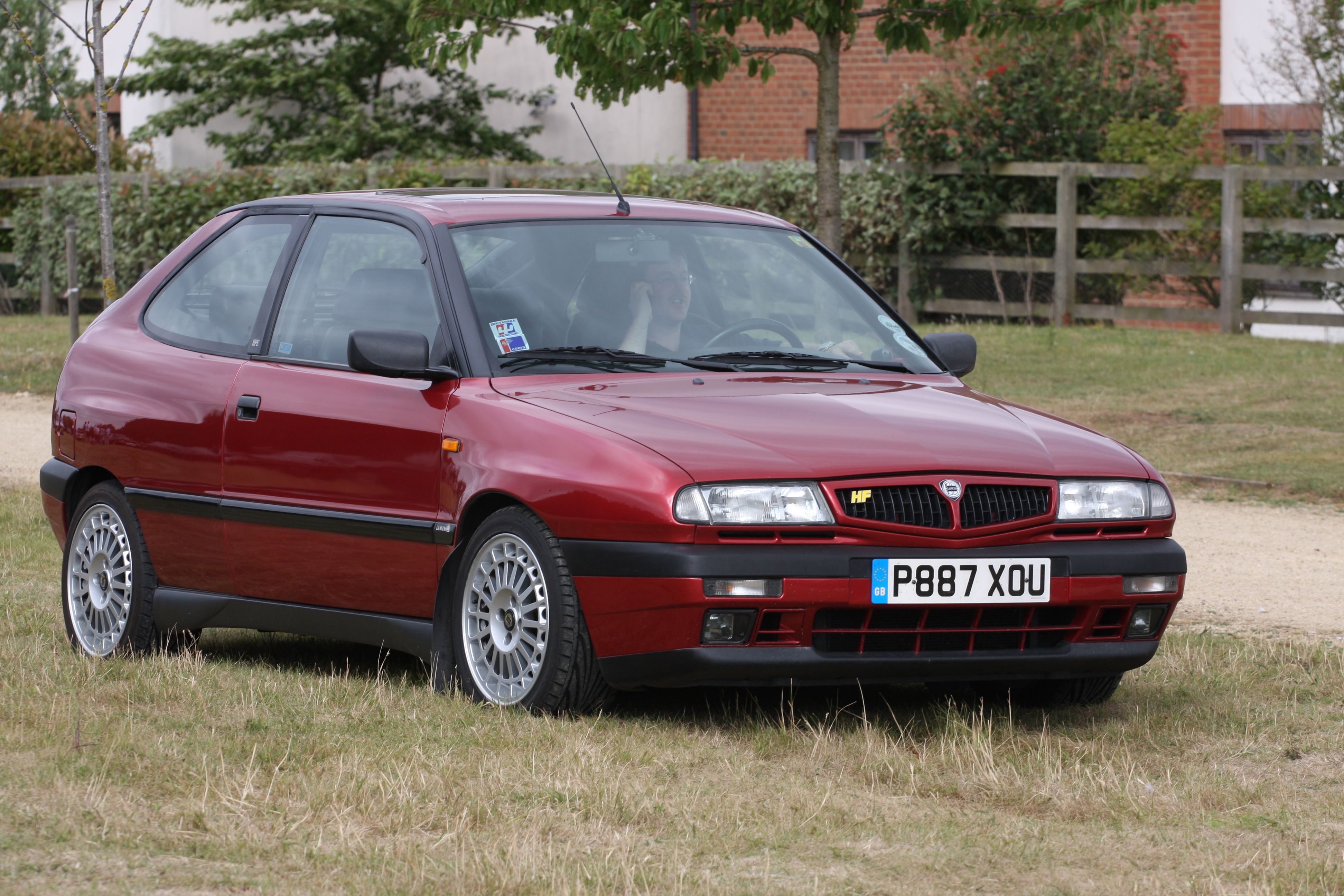
Lancia Delta II HPE

Lancia Delta II została po raz pierwszy oficjalnie zaprezentowana podczas targów motoryzacyjnych w Genewie w 1993 roku.
Pojazd zbudowany został na bazie globalnej płyty podłogowej, na której powstały m.in. Fiat Tipo, Tempra oraz Coupé, Lancia Dedra oraz Alfa Romeo 155. W 1996 roku do produkcji wprowadzono 3-drzwiową wersję pojazdu, oznaczoną symbolem HPE.

### Wersje wyposażeniowe
- GT
- LS
- HPE HF
- EVO 500 (pakiet stylistyczny)

Samochód wyposażyć można było m.in. w przednie światła przeciwmgłowe, tapicerkę wykonaną z alkantary, sportowe fotele firmy Recaro, elektryczne sterowanie szyb, podgrzewanie, składanie oraz elektryczne sterowanie lusterek, elektryczne sterowanie szyberdachu, regulowaną w dwóch płaszczyznach kierownicę, klimatyzację automatyczną, komputer pokładowy informujący o awarii oświetlenia oraz stanie płynów, zamek centralny z pilotem, immobilizer, alarm wyposażony w czujniki ruchu we wnętrzu pojazdu, zawieszenie o elektronicznie regulowanej sile tłumienia amortyzatorów, system ABS, poduszkę powietrzną kierowcy, pirotechniczne napinacze pasów bezpieczeństwa, alufelgi w rozmiarze 14, 15 lub 16-cali o różnych wzorach oraz jeden z trzech rodzajów zegarów na desce rozdzielczej pojazdu: podstawowy, podstawowy plus dodatkowe wskaźniki temperatury oleju, napięcia akumulatora, zegarek analogowy, podświetlone logo marki lub podstawowy plus dodatkowe wskaźniki.

### Silniki
- Benzynowe:
  - R4 1.6 8V SOHC 75 KM/6000 obr./min (125 Nm/3000 obr./min)
  - R4 1.6 16V DOHC 105 KM
  - R4 1.8 8V DOHC 90 KM/6000 obr./min (142 Nm/2750 obr./min)
  - R4 1.8 8V DOHC 101 KM/6000 obr./min (142 Nm/2750 obr./min)
  - R4 1.8 16V DOHC 131 KM
  - R4 2.0 16V DOHC 139 KM/6000 obr./min (180 Nm/4500 obr./min)
  - R4 2.0 16V DOHC Turbo 186 KM/5750 obr./min (290 Nm/3500 obr./min)
  - R4 2.0 16V DOHC Turbo 193 KM/5700 obr./min (290 Nm/3500 obr./min)
- Wysokoprężne:
  - R4 1.9 8V TD 90 KM/4100 obr./min (180 Nm/2400 obr./min)